# ساشا جنكينز
ساشا جنكينز (بالإنجليزية: Sacha Jenkins) هو صحفي أمريكي، ولد في 1972 في فيلادلفيا في الولايات المتحدة.

## وصلات خارجية
- ساشا جنكينز على موقع IMDb (الإنجليزية)
- ساشا جنكينز على موقع ميوزك برينز (الإنجليزية)
- ساشا جنكينز على موقع ديسكوغز (الإنجليزية)
- ساشا جنكينز على موقع قاعدة بيانات الفيلم (الإنجليزية)